# Балантська мова
Бала́нте (балант) — мова з групи Західноатлантичних мов. Поширена в західній Африці, у Гвінеї-Бісау, Сенегалі, Гамбії та Гвінеї.
На мові балант розмовлють представники народу баланте — 360 тис. осіб (1983).

## Писемність
Писемність на основі латиниці. Є також офіційно затверджена версія арабського алфавіту (в Сенегалі).

### Латинське письмо
В Сенегалі мова балант записується латинським письмом.
| A a | I i | Í í | O o | Ó ó | U u | E e | É é | B b | Ɓ ɓ  | T t | C c | Ŧ ŧ | J j |
| --- | --- | --- | --- | --- | --- | --- | --- | --- | ---- | --- | --- | --- | --- |
| /a/ | /i/ | /ɪ/ | /ɔ/ | /o/ | /u/ | /ɛ/ | /e/ | /b/ | /ɡ͡b/ | /t/ | /c/ | /θ/ | /ɟ/ |

| D d | R r | S s | Ŋ ŋ | F f | K k | G g | L l | M m | N n | Ñ ñ | H h | W w | Y y |
| --- | --- | --- | --- | --- | --- | --- | --- | --- | --- | --- | --- | --- | --- |
| /d/ | /r/ | /s/ | /ŋ/ | /f/ | /k/ | /g/ | /l/ | /m/ | /n/ | /ɲ/ | /h/ | /w/ | /j/ |

- Довгі голосні передаються подвоєнням відповідної букви для голосного.
- Преназалізовані приголосні позначаються написанням букв n, m, ñ і ŋ перед відповідними буквами для приголосних: mb [ᵐb], mf [ᵐf], nŧ [ⁿθ], nd [ⁿd], nt [ⁿt], ns [ⁿs], ñj [ᶮɟ], ŋg [ᵑg], ŋɓ [ᵑɡ͡b].

### Арабське письмо
Арабська абетка для мов Сенегалу (волоф, серер, пулар, мандінка, сонінке, балант, діола) була стандартизована впродовж 1986—1990 років Міністерством освіти Сенегалу відділом розвитку національних мов (Directíon de la Promotion des Langues Nationales (DPLN)). Арабська абетка для балантської мови повністю дублює латинську азбуку.
| Арабське       | МФА |
| -------------- | --- |
| َ◌              | [a] |
| ِ◌              | [i] |
| ࣶ◌ (зображення) | [ɪ] |
| ࣷ◌ (зображення) | [ɔ] |
| ٗ◌              | [o] |
| ُ◌              | [u] |
| ࣹ◌ (зображення) | [ɛ] |
| ࣺ◌ (зображення) | [e] |

| Арабське | МФА  |
| -------- | ---- |
| ب‎        | [b]  |
| ࢠ‎        | [ɡ͡b] |
| ت‎        | [t]  |
| ݖ‎        | [c]  |
| ث‎        | [θ]  |
| ج‎        | [ɟ]  |
| د‎        | [d]  |
| ر‎        | [r]  |
| س‎        | [s]  |
| ݝ‎        | [ŋ]  |

| Арабське | МФА |
| -------- | --- |
| ف‎        | [f] |
| ک‎        | [k] |
| گ‎        | [ɡ] |
| ل‎        | [l] |
| م‎        | [m] |
| ن‎        | [n] |
| ݧ‎        | [ɲ] |
| ه‎        | [h] |
| و‎        | [w] |
| ي‎        | [j] |

- Буква ا‎ використовується для передачі голосних на початку слова як носій залежних знаків для голосних.